# Povijest Zagreba
Zagreb je glavni i najveći grad u Hrvatskoj. Prema popisu stanovništva iz 2011. godine gradsko naselje ima 790 017 stanovnika, dok ih u cijelom urbanom i gravitirajućem području živi oko 1,1 milijuna. Dan Grada Zagreba obilježava se 31. svibnja, dan na koji se slavi blagdan Majke Božje od Kamenitih vrata, zaštitnice grada Zagreba. Od 1993. do 2000. dan grada slavio se 16. studenog.
Iako je na užem zagrebačkom području ljudskih naseobina bilo i ranije. Pismeni dokazi o postanku Zagreba povijesno su vezani za osnivanje biskupije na Kaptolu 1094. godine. Drugi važan događaj u gradskoj povijesti dogodio se 1242., kada je kralj Bela IV. izdao Zlatnu bulu kojom su građanskom Gradecu priznate znatne povlastice, a naselje postaje slobodnim kraljevskim gradom.
Godine 1850. dotadašnja naselja Gradec i Kaptol ujedinjeni su zajedno s okolnim, njima podvrgnutim naseljima u jedinstveno naselje, čime su stvoreni uvjeti za razvoj modernoga srednjoeuropskog grada. Grad započinje svoje širenje prema lijevoj obali rijeke Save, a 1960-ih godina počinje razvoj Zagreba i na desnoj obali rijeke Save.
Donošenjem Ustavne odluka o suverenosti i samostalnosti Republike Hrvatske 1991. godine, Zagreb postaje glavnim gradom Hrvatske.

## Prapovijesno doba
Ljudske naseobine na širem zagrebačkom području pojavljuju se davno, u prapovijesno doba. Među najstarijim nalazištima ističe se špilja Veternica na jugozapadnim obroncima Medvednice, a nalazi potječu iz starijeg kamenog doba.

## 1300. – 750. prije Krista
Postoje tragovi života čovjeka u nizinskim krajevima oko rijeke Save; pronađeno je brončano oruđe i grobovi tzv. kulture žarnih polja nazvane prema spaljivanju pokojnika i pohranjivanju pepela u zemljanim žarama. Godine 2021. u dvorištu Banskih dvora otkriveni su objekti iz razdoblja starijeg i mlađeg željeznog doba što ukazuje na postojanje velikog naselja na ovoj lokaciji. Među otkrivenim objektima je čizmica iz 13. st. pr. Kr.

## Rimsko razdoblje
Na području današnjeg Zagreba živio je starosjedilački rod Andautonijaca. Iskapanjima su otkriveni bedemi, ostaci kanalizacije, nekropole, tragovi luke i mnogi sitni materijali. Jezgra stare Andautonije bila je na mjestu današnjeg sela Šćitarjeva, na desnoj obali Save, 7 kilometara sjeveroistočno od Velike Gorice. Andautonijci iščezavaju tijekom razdoblja od 4. do 7. stoljeća za vrijeme velikih seoba naroda, a pripadnike ostataka plemena pridošli Hrvati u 7. stoljeću nazvali su Vlasima, a njihovo selo Vlaška ili Laska ves.

## Rani srednji vijek
U predjelu Kruga (Trnje) pronađeno je nekoliko grobova sa zemljanim posudama te željeznim oruđem i oružjem iz 8. stoljeća. Otkriće starohrvatskog nakita u grobovima na Kaptolu pokazuje da je ondje u 10. i 11. stoljeću postojalo naselje. Manji pojedinačni nalazi (ranobizantski novac iz 6. stoljeća) na Griču pridonose vjerovanju da je i u tom dijelu današnjeg Gornjega grada postojalo naselje.
| 1094. | Ugarski kralj Ladislav osnovao je istočno od potoka Medveščaka Zagrebačku biskupiju. Uz biskupiju je otprije postojalo naselje obrtnika i trgovaca – Vlaška ves. |
| 1134. | Izdana je pismena povelja u kojoj se spominju utemeljitelj biskupije kralj Ladislav, prvi zagrebački biskup Duh i ostalo svećenstvo. To je prvi pismeni trag o Zagrebačkoj biskupiji. U biskupskom naselju nalazilo se i sjedište kraljevske županije. |
| 1217. | Dovršena je i posvećena stolna crkva, koja je teško stradala pri provali Mongola 1242. godine. Mongolske su horde prošle kroz krajeve ugarsko-hrvatske države. Preživjelo stanovništvo Zagreba potražilo je spas u šumama planine Medvednice. Nakon odlaska Mongola dio stanovništva se vraća na viši brijeg koji je od susjednog biskupskog naselja bio odijeljen potokom Medveščakom. Kralj Bela IV., koji se i sam povlačio pred Mongolima, dodijelio je novom naselju i njegovim žiteljima povelju – Zlatnu bulu s priznatim znatnim samoupravnim povlasticama u unutrašnjem uređenju, sudstvu i gospodarskom životu. Gradec postaje slobodan kraljevski grad izuzet od banske i županske vlasti i izravno podvrgnut kralju, a građani su preuzeli obvezu da će gradečko naselje utvrditi zidinama. Procjenjuje se da je tada Zagreb imao približno 1000 stanovnika. |
| 1254. | Dovršena je gradnja utvrde Medvedgrada koju je dao podignuti biskup Filip na obroncima Medvednice i u koju su bile pohranjene crkvene dragocjenosti. Svojim kasnijim opsegom Medvedgrad je bio jedan od najvećih burgova u Hrvatskoj. Nakon potresa 1590. godine bio je napušten, a već 1642. godine spominje se kao ruševina. |
| 1257. | Dovršeno je utvrđivanje gradečkog naselja koje se tada prvi put spominje u pisanim izvorima kao „utvrda Gradec”. Grad je imao četvora vrata, od kojih su najstarija, Kamenita vrata, očuvana do danas. Očuvani su ključevi troja vrata (Kamenitih vrata, Poljskih vrata i Mesničkih vrata) koja su se predavala gradonačelniku i gradskome sucu kada su stupali na dužnost. 2012. godine, gradonačelnik Milan Bandić postavio je Zagrebačke mažoretkinje čuvaricama ključeva grada te im predao replike ključeva dok se originali pohranjeni u Muzeju Grada Zagreba. |
| 1273. | Održan je prvi feudalno-staleški „sabor cijele kraljevine Slavonije”; tek od 1558. hrvatske zemlje imat će zajednički sabor. |
| 1284. | Prvi spomen Banske palače na Kaptolu – prva u povijesnoj dokumentaciji poznata banska rezidencija u Zagrebu. Međutim, već tada ban boravi pretežito u susjednom Gradecu koji je kao utvrđeno mjesto bio sigurniji. |

## Druga polovica 13. stoljeća
Na Kaptolu se naseljavaju franjevci koji podižu samostan s crkvom. Uz potok Bliznec i oko Remetinca preko Save pavlini (pripadnici katoličkog monaškog reda) dobivaju zemlju, a svoje obitavalište podižu u Remetama.

## 14. stoljeće
| 1355. | Spominje se prva ljekarna u Zagrebu. |
| 1368. | Proveden je prvi poznati popis kuća i stanovnika u Zagrebu. Popisano je približno 300 kuća i 2.810 žitelja, a spominju se, među ostalima, 21 postolar, šest kovača, po četiri zlatara i lončara, tri mesara i dva sedlara. |

## 15. stoljeće
| 1466. | Kralj Matijaš Korvin potvrdio je poveljom status ceha postolara. Do kraja 15. stoljeća i ostali obrtnici Gradeca bili su udruženi u svoje cehove. |
|       | Zbog opasnosti od Turaka kralj Matijaš Korvin odobrio je utvrditi Kaptol.                                                                         |

## 16. stoljeće
| 1557. | Sastaje se Sabor kraljevine Hrvatske i Slavonije. Zabrinut zbog opasnosti od Turaka preporučuje kralju Ferdinandu neka se „pobrine za svoju kraljevsku varoš na brdu Gradcu koja je glavni grad ovih kraljevina.” Time je Zagreb prvi put spomenut kao hrvatska metropola. |
| 1573. | Matija Gubec, vođa velike bune hrvatskih seljaka, nakon zarobljavanja doveden je u Zagreb. Prema predaji koja potječe tek iz prve polovice 19. stoljeća, bio je na Trgu svetog Marka „okrunjen usijanom željeznom krunom” i pogubljen.                                     |

## 17. stoljeće
| 1606. | Na poziv varoške uprave isusovci su preuzeli napušteni samostan na današnjem Jezuitskom trgu. Započeli su bogatu prosvjetiteljsku djelatnost i baroknu izgradnju grada (crkva sv. Katarine građena 1620. – 1631. najljepši je primjer barokne crkvene umjetnosti u Zagrebu).                                                                                     |
| 1607. | Osnovana je isusovačka gimnazija sa šest razreda. Obavljala je redovitu humanističku naobrazbu za više stotina učenika seljačkog, građanskog i plemićkog podrijetla. |
| 1624. | Udar groma zapalio je drveni krov stolne crkve, a požar se brzo proširio na susjedni biskupski dvor i veći broj kuća. Katastrofalni požari uništavali su naselje i 1645., 1674., 1706. i 1731. godine. Tek će postupna gradnja kuća od opeke (samostani, plemićke i građanske palače, kanoničke kurije) s vremenom ograničiti razornu moć čestih velikih požara. |
| 1641. | Donesena je odluka Gradskog zastupstva da se vrtovi blizu izvora Manduševca uklone a prostor uredi u trg koji bi bio prikladan za održavanje sajmova. |
| 1664. | Isusovci su osnovali prvu tiskaru u Zagrebu. |
| 1667. | Izbili su teški i krvavi sukobi u podgrađu i na mostu preko potoka Medveščaka između suparničkih varoških i kaptolskih žitelja. Do čestih sporova, nesuglasica i sukoba dolazilo je najčešće zbog prava lokalnog trgovanja. |
| 1669. | Hrvatsko-ugarski kralj Leopold I. poveljom potvrđuje Kraljevskoj akademiji pravo sveučilišta, a ovaj privilegij potvrđuje Hrvatski sabor. |
| 1694. | Pisac, povjesničar i leksikograf Pavao Ritter Vitezović utemeljuje novo žarište kulturnog života u Zagrebu, a svoj dom naziva muzejem, tj. kućom muza. Iste je godine osnovao vlastitu tiskaru. |

## 18. stoljeće
| 1742.         | Popisano je 560 kuća s 5600 stanovnika pod varoškom, kaptolskom i biskupskom upravom. Od sredine 18. stoljeća naglo napreduje gradnja pod gradom, koja veličinom uskoro premašuje gornjogradsko povijesno naselje. U to vrijeme veliki godišnji sajmovi te tjedna i dnevna tržnica premještaju se u podgrađe uz Manduševac, buduću Harmicu (današnji Trg bana Jelačića). |
| 1750.         | Osnovana je prva manufaktura sukna. Do kraja 18. stoljeća postojao je veći broj manufaktura, no sve do sredine 19. stoljeća glavnina proizvodnje ostaje u sklopu cehovskog obrta. |
| 1767.         | Kraljevsko vijeće određuje Varaždin za svoje privremeno sjedište. |
| oko 1770.     | Izgrađena je najraskošnija barokna palača na Gradecu, palača Vojković-Oršić-Rauch, danas Hrvatski povijesni muzej u Matoševoj ulici. |
| 1771.         | U Zagrebu počinje izlaziti prvi tjednik, Ephemerides Zagrabienses, na latinskom jeziku. |
| 1776.         | Nakon velikog požara u Varaždinu, u kojem je uništena i zgrada Kraljevskog vijeća, u Zagreb se trajno preseljavaju visoke upravne, sudske i školske ustanove, kao i znatan dio plemstva. |
|               | Osnovana je Kraljevska akademija za pravne znanosti. |
| 1777.         | Povjesničar Baltazar Adam Krčelić daruje Kraljevskoj akademiji bogatu zbirku knjiga i rukopisa koja postaje temelj akademske knjižnice, buduće Nacionalne i sveučilišne knjižnice. |
| 1784.         | U Zagrebu je popisano 695 kuća i približno 7000 stanovnika. |
| 1786.         | Pokreću se novine na njemačkom jeziku, Agramer deutsche Zeitung. |
| 1792.         | Osnovana je nova tiskara na Kaptolu. |
| 1796. – 1804. | Gradi se Zakladna bolnica na uglu ondašnje Harmice i Ilice. Bila je porušena 1931. godine. |

## 19. stoljeće

### Prva polovica 19. stoljeća
| 1801. | Počela je gradnja jednokatne palače na zapadnoj strani Trgu svetog Marka, budućih Banskih dvora. |
| 1807. | U Zagrebu je popisano 7706 stanovnika. |
| 1808. | U Tuškancu je otvorena Gradska streljana gdje se počinju okupljati pripadnici mlade intelektualne generacije iz redova trgovačkog staleža, krajiških časnika, svećenstva i plemstva. |
| 1817. | U Zagrebu je popisano 9.055 stanovnika. |
| 1825. | Na istočnoj strani Harmice osnovano je sjedište poštanskih kočija. Od tridesetih godina postoji redoviti poštanski promet prema Beču, Budimu, Trstu, Rijeci, Slavoniji, Vojvodini i Dalmaciji. |
| 1827. | Osnovana je trogodišnja glazbena škola, jezgra buduće Muzičke akademije. |
| 1830. | Počinje isušivanje starih ribnjaka podno istočnih utvrda biskupskoga dvora i stolne crkve gdje se uređuje park Ribnjak. |
| 1834. | Gradska vijećnica na južnoj strani Trga svetog Marka preuređena je u prvo stalno kazalište u Zagrebu. |
| 1835. | Ljudevit Gaj pokreće prve hrvatske novine na kajkavskom narječju (Novine horvatske i Danica horvatsko-slavonsko-dalmatinska); od 1836. novine izlaze na štokavskom narječju. |
| 1837. | U Zagrebu je popisano 15.155 stanovnika. |
| 1838. | Otvorena je zagrebačka Čitaonica. |
| 1840. | Zagreb je prvi put fotografiran, samo godinu dana nakon otkrića fotografije. |
|       | Održana je prva kazališna predstava na hrvatskom jeziku – drama „Juran i Sofija” Ivana Kukuljevića. |
| 1841. | Osnovano je Hrvatsko-slavonsko gospodarsko društvo. Pokretač, pokrovitelj i predsjednik bio je zagrebački biskup Haulik. Osnovni je cilj društva bio poboljšanje poljoprivrednoga gospodarenja. |
| 1842. | Utemeljena je Matica ilirska radi izdavanja književnih djela na hrvatskom jeziku. |
|       | U Zagrebu je popisano 15.952 stanovnika. |
| 1843. | Ivan Kukuljević održao je u Hrvatskom saboru prvi politički govor na hrvatskom jeziku tražeći da se ovaj postepeno uvede u javni život. |
|       | Otvoren je prvi javni perivoj – Maksimirski park kao najveći pothvat u uređenju parkovskih i rekreacijskih površina na zagrebačkom području. Uređenje je započeo biskup Maksimilijan Vrhovac oko 1800. godine na mjestu stare hrastove šume, a nastavio biskup Haulik. Stara je šuma oblikovana u park engleskog tipa s prostranim livadama, središnjom alejom, vidikovcem i umjetnim jezerima. |
| 1846. | Na Harmici je osnovana Prva hrvatska štedionica. |
|       | Izvedena je prva hrvatska i druga slavenska opera „Ljubav i zloba” Vatroslava Lisinskoga. |
| 1847. | Otvoren je Narodni dom u Opatičkoj ulici u kojem se smješta Matica ilirska, Gospodarsko društvo i Narodni muzej. |
|       | U Hrvatskom je saboru hrvatski jezik proglašen službenim. |
| 1848. | Zagreb je jedno od poprišta burnih političkih zbivanja koja su zahvatila velik dio Europe. Ukidanjem feudalnog sustava prestaje stoljetna nadležnost crkvenih vlasti nad pučanstvom u Vlaškoj ulici, na Kaptolu i u Novoj vesi. |
|       | Harmica je preimenovana u Jelačićev trg. |
| 1850. | 7. rujna Carskim patentom spojeni su u jedinstveni Zagreb kraljevska slobodna varoš na brdu Gradecu, Kaptol, Nova ves, Vlaška ulica, podgrađe i pripadajuća im sela. Tako je Zagreb počeo živjeti kao jedinstven grad, a za prvoga gradonačelnika bio je izabran Janko Kamauf, posljednji varoški sudac Gradeca. Zagreb je tada imao 16.036 stanovnika.                                         |

## Druga polovica 19. stoljeća
Stvaraju se osnove za život modernog srednjoeuropskog grada. Izrasta novo urbano središte Donji grad, omeđeno na sjeveru Ilicom i Jurišićevom, na jugu željezničkom prugom, na zapadu Savskom i Kolodvorskom (kod današnjeg Zapadnog kolodvora) i na istoku Draškovićevom ulicom. Na Trnju i Trešnjevci nastaju prve jezgre neplanski građenih naselja siromašnih slojeva građana. Istodobno na sjevernim šumovitim brežuljcima izgrađuje se rezidencijalni dio nastanjen imućnijim stanovnicima Zagreba.
| 1852.         | Poduzetnici se okupljaju u Zagrebačkoj trgovačko-obrtničkoj komori. Započinje brži razvoj kapitalističkog poduzetništva, napose u novčarstvu, industriji i prometu. |
|               | Počinje izlaziti časopis Neven. |
|               | Na Jelačićevu trgu uređen je javni zdenac Manduševac. |
| 1853.         | Izrađena je prva detaljna karta Zagreba i uže okolice (Agram sammt Umgebung) u mjerilu 1:14.400, preteča suvremenih planova grada. |
| 1856.         | Dovršena je današnja zgrada Rektorata, građena u neoromaničkom stilu i za bolničke potrebe. Od 1868. do 1882. u njoj se nalazila tvornica duhana, a od 1882. sjedište Sveučilišta. |
|               | Podignuta je bolnička zgrada za vojnu posadu u dvorištu vojarne u Vlaškoj ulici. |
| 1857.         | U Zagrebu je popisano 16.657 stanovnika. |
| 1859.         | U Zagrebu se ukidaju cehovi. |
| 1860.         | Počinje izlaziti politički list Polet. |
| 1861.         | Osnovan je Meteorološki opservatorij Kraljevske velike realke na Griču. |
| 1862.         | Izgrađen je prvi željeznički kolodvor u Zagrebu (današnji Zapadni kolodvor) i puštena je u promet prva željeznička pruga kroz Zagreb (Zidani Most – Zagreb – Sisak) koja se vezala za prugu Beč – Ljubljana – Trst.                                                                                 |
|               | Osnovana je tvornica likera „Pokorny”, današnji „Badel 1862”. |
|               | Izgrađen je Južni kolodvor, poslije nazvan Kolodvor Sava (današnji Zapadni kolodvor). |
| 1863.         | Puštena je u rad gradska plinara u Gundulićevoj ulici, preseljena 1911. godine. |
|               | Izgrađena je željeznička pruga Zagreb – Karlovac. |
| 1864.         | Održana je prva Gospodarska izložba na prostoru gdje je danas zgrada HNK. |
| 1866.         | Osnovana je Jugoslavenska akademija znanosti i umjetnosti (JAZU), današnja Hrvatska akademija znanosti i umjetnosti (HAZU). |
|               | Postavljen je Fernkornov konjanički spomenik bana Jelačića na Jelačićevu trgu; uklonjen je 1946., a vraćen 1990. godine. |
|               | Dovršena je pravoslavna crkva na Trgu Petra Preradovića, obnovljena 1880. |
| 1867.         | U današnjoj Praškoj ulici izgrađena je sinagoga (židovski hram), srušena 1941. godine. |
| 1868.         | Osnovana je Strossmayerova galerija slika. Utemeljena je tvornica duhana. |
| 1869.         | U Zagrebu je popisano 19.857 stanovnika. |
|               | Matica ilirska pokrenula je izlaženje časopisa Vijenac. |
|               | U Zagrebu počinje djelovati Zemaljska vlada u sklopu nove organizacije političkog sustava nakon Hrvatsko-ugarske nagodbe. |
| 1870.         | Izgrađena je željeznička pruga Zagreb – Koprivnica. |
| 1871.         | Izrađen je i usvojen plan urbanističkog razvoja Donjeg grada Milana Lenucija. Do 1885. realiziran je projekt uređenja niza parkovskih površina (tzv. „Lenucijeva zelena potkova”). |
| 1872.         | Dopremljene su platane iz Trsta i zasađene na istočnom dijelu „zelene potkove” (Zrinjevac). |
|               | Osnovana tvornica parketa i parna pilana. |
| 1873.         | Produžena je željeznička pruga od Karlovca do Rijeke, čime je Zagreb dobio najkraću željezničku vezu s morem. |
|               | Podignut je parni mlin, rekonstruiran i moderniziran 1904. godine. |
| 1874.         | Osnovano je moderno Sveučilište sa sjedištem u prostorijama nekadašnje isusovačke gimnazije na Katarinskom trgu, od 1882. u današnjoj zgradi Rektorata. |
|               | Matica ilirska počinje djelovati kao Matica hrvatska. |
|               | Utemeljena je prva tvornica strojeva i ljevaonica u Zagrebu. |
|               | Osnovan je Hrvatski sokol, čime počinje masovnije i organizirano bavljenje športom u Zagrebu. Inače, prvo športsko društvo bilo je streljačko, utemeljeno još 1786. godine. |
|               | Osnovan je ured za Zemaljsku statistiku Hrvatske i Slavonije. |
|               | Osnovan je Zbor liječnika Hrvatske koji do osnivanja Medicinskog fakulteta 1917. vodi sav znanstveni rad na području medicine. |
| 1876.         | Izgrađeno je novo groblje Mirogoj, a do 1883. dovršena su dva niza neorenesansnih arkada. |
|               | Gradi se novi dom Glazbenog zavoda u Gundulićevoj ulici. |
|               | Počinje obnova gradečke župne crkve na Trgu svetog Marka koja traje do 1882; uređuje se krov s današnjim izgledom – grbovi Trojedne Kraljevine Hrvatske, Dalmacije i Slavonije te grada Zagreba. |
| 1877.         | 1. siječnja prvi je put Grički top označio podne u Zagrebu. Uvedena je javna plinska rasvjeta. |
|               | Izgrađena je zgrada Vrhovnog suda na Zrinjevcu. |
|               | Otvoreno je Primaljsko učilište s rodilištem. |
| 1878.         | Počinje s radom gradski vodovod iz vodoopskrbnog sustava s izvora u tadašnjem jugozapadnom predgrađu (današnja Zagorska ulica). |
|               | U Zagrebu je ukinuta numeracija kuća po kronološkom redu. Svaka ulica, trg i šetalište dobivaju svoje ime, a zgrade se označavaju parnim i neparnim brojevima kao danas. |
|               | Na Sljemenu je podignuta prva planinarska kuća. |
| 1879.         | Dovršena je zgrada Arheološkog muzeja na Zrinjevcu. |
|               | Utemeljeno je Društvo crvenog križa. |
| 1880.         | U Zagrebu je popisano 30.830 stanovnika. |
|               | Dovršena je zgrada JAZU (današnje HAZU), palača u neorenesansnom stilu na Zrinjevcu. |
|               | 9. studenog Zagreb je zadesio snažan potres, mnogo je zgrada oštećeno, ali, srećom, ljudskih žrtava nije bilo. |
|               | Uvedeni su prvi strojevi za proizvodnju opeka. |
| 1880. – 1902. | Obnavlja se stolna crkva na Kaptolu; novom građevinom, kojom dominiraju dva neogotička tornja visine po 105 m, narušen je spomenički integritet ranijeg zdanja. |
| 1881.         | U Zagrebu je proradila prva telefonska linija između gradske uprave i gradskog vodovoda. |
| 1882.         | Počinje izgradnja današnjih zdanja na sjevernoj strani Jelačićeva trga. Inače, najstarija očuvana zgrada na južnoj strani trga nalazi se na broju 15, a podignuta je dvadesetih godina 19. stoljeća.                                                                                                |
| 1884.         | Dovršena je neogotička evangelička crkva na uglu današnje Gundulićeve i Hebrangove ulice. |
|               | Na Zrinjevcu je postavljen meteorološki stup. |
| 1885.         | Zagreb je povezan željezničkom prugom s Varaždinom. |
| 1886.         | Zagreb uvodi javni telefonski promet, a u gradu je bilo tridesetak telefonskih pretplatnika. |
| 1888.         | Dovršena je zgrada Muzeja za umjetnost i obrt na zapadnoj strani današnjeg Trga Republike Hrvatske. |
| 1890.         | Otvorena je Uspinjača koja je povezala donjogradski dio Zagreba s povijesnim Gradecom. |
|               | U Zagrebu je popisano 40.268 stanovnika. |
|               | Otvoren je Botanički vrt u Mihanovićevoj ulici. |
| 1891.         | Zagreb dobiva tramvaj na konjsku vuču. |
|               | Održana je velika Zagrebačka izložba. Tom prigodom demonstrirana je upotreba električne energije – zgrada Rektorata bila je osvijetljena s 30 žarulja. Od tada u Zagrebu se gradi veći broj malih privatnih elektrana.                                                                              |
|               | Na Zrinjevcu je postavljen glazbeni paviljon. |
| 1892.         | Otvoren je Državni kolodvor (današnji Glavni kolodvor) arhitekta Ferenca Pfaffa, a od Jelačićeva trga do nove željezničke postaje izgrađena je tramvajska pruga. Nakon nekoliko rekonstrukcija staroga drvenog mosta na južnom kraju Savske ceste izgrađen je novi željezni most preko rijeke Save. |
|               | Počinje sustavna izgradnja gradske kanalizacije. |
|               | Osnovana je tvornica cikorije i kavovine „Franck”. |
|               | U Črnomercu su postavljeni temelji naše najveće tvornice piva. Sajmovi se počinju održavati na slobodnim površinama istočno od Draškovićeve ulice. |
| 1893.         | U Zagrebu se počeo igrati nogomet, u početku u Hrvatskom sokolu. |
| 1895.         | Svečano je otvorena nova zgrada Hrvatskoga narodnog kazališta u nazočnosti cara Franje Josipa. |
|               | Dovršen je veliki srednjoškolski kompleks na današnjem Rooseveltovu trgu. |
|               | Osnovana je tvornica papira. |
| 1896.         | U zgradi Hrvatskog sokola prikazan je prvi film u Zagrebu. |
| 1897.         | Izgrađena je željeznička pruga od Dugog Sela do Novske. |
|               | Dovršena je današnja sljemenska cesta. |
|               | Na Zrinjevcu je otvoren Umjetnički paviljon. |
| 1899.         | Dovršena je Palača Prve hrvatske štedionice s tzv. Oktogonom. |
| 1900.         | Osnovano je Društvo hrvatskih književnika. |

## 20. stoljeće
Na prijelazu u 20. stoljeće u Zagrebu su popisana 61 002 stanovnika, a u 41 industrijskom poduzeću bilo je zaposleno 3650 radnika. Na nacrtu grada Zagreba iz toga vremena vidi se kontinuirana izgrađenost između Gupčeve zvijezde na sjeveru i željezničke pruge na jugu te Rudolfove vojarne na zapadu i Draškovićeve ulice na istoku. Izgrađeno je i područje duž Vlaške ulice do današnjeg Kvaternikova trga na istoku. Najduži krak pružao se prema zapadu Ilicom i duž željezničke pruge do potoka Črnonomerca. Tu se, osim gradskog vodovoda, nalazila najveća koncentracija industrije – nekoliko ciglana, tvornica parketa, duhana, piva i slada, sapuna, cikorije i kavovine. 
Kod Glavnog kolodvora označen je paromlin i strojarnica državne željeznice. Na istoku se ističu tvornica papira i gradska klaonica. Istočno od Draškovićeve ulice nalazio se veliki sajmišni prostor. U tzv. željezničkom trokutu, na prostoru današnjeg Studentskog centra i Tehničkog muzeja, nalazila se velika pilana i tramvajsko spremište. Donji grad dobiva današnju urbanističku strukturu (izgrađen je veliki broj današnjih javnih zgrada i ustanova, oblikovana je parkovska „zelena potkova”). U Vinogradskoj ulici (Črnomerec) na nacrtu se vidi nova Bolnica milosrdnih sestara, tada najveća u Zagrebu. Zanimljivo je postojanje jednog naselja nadomak Zagrebu, a koje nije bilo selo. To je Predgrad Sava na kraju Savske ceste, koji je nastao tijekom 18. i 19. stoljeća kao naselje i pristanište splavara i trgovaca drvom. Povezan je tramvajskom prugom sa središtem Zagreba već 1891.

### 1901. – 1910.
| 1901. | Na ulicama Zagreba pojavio se prvi automobil. |
|       | U Jurišićevoj ulici dovršena je zgrada nove pošte, a u Mihanovićevoj ulici zgrada Direkcije ugarskih državnih željeznica. |
|       | Izgrađena je uskotračna prigradska željeznica od Zagreba do Samobora. |
| 1903. | Popov toranj u Gornjem gradu preuređen je u Zvjezdarnicu. |
|       | Dovršena je zgrada Etnografskog muzeja na Mažuranićevu trgu. |
| 1905. | Podignut Zdenac života ispred zgrade HNK, prema nacrtu Ivana Meštrovića. |
| 1906. | Otvorena su prva dva stalna kina u Zagrebu, u Gajevoj i Marovskoj (današnjoj Masarykovoj) ulici. |
|       | Osnovan je prvi hrvatski automobilski klub. |
|       | Zagrepčanin Slavoljub Penkala izumio je mehaničku olovku i nalivpero. |
| 1907. | Puštena je u rad prva javna elektrana u Zagrebu. Najveći potrošač električne energije bio je Gradski vodovod, a od 1910. i tramvaj. Počinje izgradnja električne mreže i prvih kućnih priključaka. Kasno uvođenje električne energije u Zagreb pripisuje se ugovoru između Gradskog poglavarstva i plinare koja je imala koncesije na javnu plinsku rasvjetu. |
|       | Osnovana je knjižnica namijenjena građanstvu, jezgra današnjih Gradskih knjižnica. |
| 1908. | Izgrađen je sanatorij u Klaićevoj ulici. |
| 1909. | U Zagrebu je održan prvi međunarodni Zbor – velika gospodarska izložba, istočno od Draškovićeve ulice, na početku današnje Martićeve ulice. |
|       | Na Zrinjevcu je otvoren luksuzni hotel „Palace”. |
|       | Na padinama Medvednice otvorena je bolnica Brestovac namijenjena liječenju tuberkuloznih bolesnika. |
|       | Geofizičar Andrija Mohorovičić, proučavajući potres u okolici Zagreba, dokazao je da se na dubini od pedesetak kilometara naglo mijenja brzina širenja seizmičkih valova. Taj sloj Zemljine kore nazvan je Mohorovičićevim diskontinuitetom i poznat je u svijetu kao Moho-sloj.                                                                              |
|       | 16. listopada 1909. godine Družba „Braća Hrvatskog Zmaja” osnovali su Društvo za spasavanje, današnji Zavod za hitnu medicinu Grada Zagreba, još poznato kao Hitna pomoć. Prijedlog za osnivanje Društva za spasavanje dao je Emilije Laszowski u svratištu „Tri gavrana” što su svi prisutni i ugledni članovi podržali.                                     |
| 1910. | U Zagrebu je popisano 79.038 stanovnika, a u industriji je bilo zaposleno 6.470 radnika. |
|       | Počela je elektrifikacija tramvajske mreže. |
|       | Na istočnoj strani Trgu svetog Marka u Gornjem gradu dovršena je nova zgrada Sabora, a stara zgrada Zagrebačke županije uklopljena je u novo zdanje. |
|       | Ilica od Jelačićeva trga do Mesničke ulice pokrivena je asfaltom, prva u Zagrebu. |
|       | Dragutin Novak poletio je nekoliko desetaka metara na uzletištu u Črnomercu zrakoplovom kojeg je konstruirao Slavoljub Penkala. Iste je godine Edvard Rusijan prvi u avionu poletio nad Zagrebom. |

### 1911. – 1920.
| 1911.         | Osnovana je tvornica konditorskih proizvoda „Union”, čiju je djelatnost od 1950. nastavio današnji „Kraš”. |
|               | Tiskan je prvi telefonski imenik Zagreba s približno 2.000 pretplatnika. |
| 1912.         | Arhitektonski su oblikovani Strossmayerovo i Vrazovo šetalište u Gornjem gradu. |
|               | Snimljen je prvi dokumentarni film ("kinematografska snimka”) o Zagrebu. |
| 1913.         | Dovršena je secesijska zgrada Nacionalne i sveučilišne knjižnice na Marulićevu trgu. |
| 1914.         | Zagreb je u predvečerje Prvoga svjetskog rata imao približno 83.000 stanovnika. |
|               | Na Šalati je izgrađena Zemaljska bolnica. |
|               | Osnovana je tvornica rublja, današnji DTR. |
| 1917. – 1925. | Otvoreno je više fakulteta i visokih škola – Medicinski fakultet (1917.), Visoka tehnička škola s arhitektonskim odjelom (1919.), Poljoprivredno-šumarski fakultet (1919.), Veterinarski fakultet (1924.) i Ekonomsko-komercijalna visoka škola (1925.), današnji Fakultet ekonomskih znanosti. |
| 1917.         | Osnovana je tvornica ulja. |
| 1919.         | Osnovana je Filharmonija kazališnog orkestra, koja od 1920. djeluje kao Zagrebačka filharmonija. |

### 1921. – 1930.
| 1921.         | U Zagrebu je popisano 108.674 stanovnika, prvi put više od stotinu tisuća. |
|               | Osnovano je dioničko društvo „Siemens” koje je proizvodilo električne instalacije za industrijska poduzeća i uređaje za gradove koji su se tada elektrificirali. Radionice su bile jezgra buduće najveće zagrebačke tvornice „Končar”. |
| 1922.         | U Martićevoj ulici održana je međunarodna trgovačka izložba – obnovljeni Zagrebački zbor. |
| 1925.         | Otvoren je najprestižniji zagrebački hotel „Esplanade”. |
|               | Radi izgradnje nove velike gradske tržnice, na Dolcu je srušen slikoviti kompleks starog naselja. |
|               | U Maksimiru je otvoren Zoološki vrt grada Zagreba. |
|               | Dovršena je tzv. lička željeznička pruga kojom je Zagreb povezan sa Splitom i Dalmacijom. |
| 1926.         | U Zagrebu je počela raditi radio-postaja, prva u ovom dijelu Europe. |
|               | Gradsko kupalište na Savi premješteno je uzvodno od staroga Savskog mosta. |
|               | Izgrađena je palača zagrebačke burze na Trgu Burze. |
|               | Osnovana je Radnička knjižnica. |
| 1928.         | U Zagrebu je puštena u promet prva automatska telefonska centrala. |
|               | Dovršen je kompleks Nadbiskupskog sjemeništa u Voćarskoj ulici. |
|               | Tvornica lijekova „Kaštel” preselila se iz Karlovca u Zagreb; od 1945. djeluje kao „Pliva”. |
| 1929.         | Zagreb postaje sjedište novoosnovane Savske banovine koja je obuhvaćala najveći dio istočne, sjeverne i zapadne Hrvatske. |
|               | Na Jelačićevu trgu otvoren je hotel „Milinov”, današnji „Dubrovnik”. |
|               | Između Vlaške i Martićeve ulice izgrađen je velik stambeni blok, najveći u Zagrebu do gradnje velikih stambenih zgrada u Novom Zagrebu.                                                                                                |
| 1930.         | Otvorena je nova gradska tržnica na Dolcu. |
|               | Izgrađen je dalekovod od HE Ozalj preko Karlovca do Zagreba, čime je poboljšana opskrba Zagreba električnom energijom. |
| 1930. – 1935. | Gradi se nekoliko željezničkih nadvožnjaka na Savskoj cesti radi poboljšanja protoka gradskog prometa prema jugu. |

### 1931. – 1940.
| 1931. | U Zagrebu je popisan 185.581 stanovnik; od 1921. broj žitelja se povećao za 70 %, što je najveći demografski porast u povijesti Zagreba do danas. |
|       | Srušena je stara bolnica na početku Ilice, gdje je 1934. – 1936. izgrađen novi blok zgrada (Marinkovićeva, Gajeva i Bogoviceva ulica). |
|       | Dovršen je kompleks škola u Križanićevoj ulici. |
| 1933. | U Masarykovoj ulici izgrađen je prvi zagrebački „neboder”. |
| 1935. | Dovršen je Tomislavov dom na Sljemenu. |
| 1936. | Izgrađeno je novo spremište tramvaja (remiza) na Trešnjevci, a tramvajska je pruga produžena Ozaljskom ulicom. |
|       | Sajamske priredbe sele se iz Martićeve ulice u Savsku cestu, kod današnjeg Studentskog centra. |
|       | Osnovana je tvornica električnih žarulja (TEŽ). |
| 1938. | Podignuta je kružna građevina Umjetničkog paviljona prema nacrtu Ivana Meštrovića na današnjem Trgu žrtava fašizma. Istočno od trga tridesetih godina izgrađena je nova gradska četvrt s pravilnom mrežom ulica i s okosnicom duž Zvonimirove ulice. |
| 1939. | Od Primorske i Savske banovine te dijelova Zetske, Vrbaske, Drinske i Dunavske banovine osnovana je Banovina Hrvatska, a Zagreb postaje sjedište teritorija koji je obuhvaćao 65.456 km2 s približno 4,4 milijuna stanovnika.                        |
|       | Željeći uvesti red u dotadašnju divlju gradnju na Trnju i Trešnjevci, u tim dijelovima grada grade se dva planska naselja s obiteljskim kućama (Cvjetno naselje i naselje Prve hrvatske štedionice).                                                 |
|       | Stari željeznički most preko Save zamijenjen je novim. |
|       | Na Jelačićevu trgu podignuta je zgrada s Centralnom ljekarnom na mjestu nekadašnje Pongrazove palače koja je bila srušena 1937. |
|       | Osnovana je Gipsoteka, kasnija Gliptoteka. |
|       | Zagrepčani su na međunarodnom Zagrebačkom zboru prvi put vidjeli demonstraciju televizije. |
| 1940. | Počinje izlaziti Vjesnik, u početku povremeno (tjedno ili dva puta mjesečno), od 1945. kao dnevne novine. |

### 1941. – 1950.
| 1941. | Dovršen je veliki klinički centar Rebro. |
|       | Zbog Drugoga svjetskog rata nije bio obavljen predviđen popis stanovništva, no procjenjuje se da je onda u Zagrebu živjelo 260.000 stanovnika. |
|       | 10. travnja u Zagrebu je proglašena Nezavisna Država Hrvatska (NDH). |
| 1945. | 8. svibnja, partizanske snage ušle u Zagreb. KPH-ovski Dan oslobođenja Zagreba. |
|       | Zagrebu je pripojeno predgrađe Kustošija, naselje zapadno od Črnomerca. |
| 1946. | Počinje izgradnja novog stadiona u Maksimiru. Glavnina je dovršena do 1962., a kasnije je proširivan i moderniziran. |
|       | Uklonjen je spomenik banu Jelačiću, koji je bio pohranjen u Gliptoteci i vraćen 1990. godine. |
|       | Osnovano je poduzeće „Jadran-film” koje je počelo proizvodnju dugometražnih, kratkometražnih i uskih filmova; prvi igrani film snimljen je 1947. To je poduzeće pružalo usluge ili sudjelovalo u koprodukciji blizu 200 stranih filmova i tv-serija. |
| 1946. | Održana je sajamska priredba pod nazivom Zagrebački velesajam, na prostoru današnjeg studentskog centra i Tehničkog muzeja. |
|       | Osnovana je tvornica foto-papira „Fotokemika”. |
| 1948. | U Zagrebu je popisano 290.667 stanovnika. |
|       | Osnovan je Brodarski institut. |
|       | Osnovana je tvornica optičkog stakla „Ghetaldus”. |
| 1949. | Zagrebu je pripojena Dubrava, dotadašnje istočno predgrađe. |
|       | Osnovana je tvornica telefonskih uređaja „Nikola Tesla”. |
| 1950. | Zagrebu su pripojena mnoga dotadašnja mala samostalna naselja: Podsused, Stenjevec, Vrapče, Špansko, Mlinovi, Gračani, Šestine, Remete, Markuševec.                                                                                                  |
|       | Dovršena je najsjevernija i najviša (do 270 m) tramvajska pruga u Zagrebu, koja povezuje Mihaljevac s Gračanima i Doljem. |
|       | Osnovana su izdavačka poduzeća „Školska knjiga” i Leksikografski zavod. |
|       | Na Kajzerici je izgrađen hipodrom (konjsko trkalište). |
|       | Osnovan je Institut za atomsku fiziku, od 1951. „Ruđer Bošković”. |
|       | Na Kaptolu počinje s radom kazalište „Komedija”. |

### 1951. – 1960.
| 1952. | Počinje izlaziti Vjesnik u srijedu (kasnije VUS), do danas najtiražniji politički tjednik u Hrvatskoj. Prestao je izlaziti 1977. |
| 1953. | U Zagrebu je popisano 350.829 stanovnika. |
|       | Započela je gradnja „filmskoga grada” u Dubravi. Prve su zgrade bile useljene 1954., a svi objekti (osim ateljea) bili su dovršeni i osposobljeni 1955. godine.                                                                               |
| 1954. | Osnovano je Dramsko kazalište (kasnije „Gavella”). |
|       | Održana je prva priredba Zagrebačkog festivala zabavne glazbe, najstarijeg te vrste u našoj zemlji. |
| 1956. | Zagrebački velesajam se preselio iz Savske ceste u nove paviljone, u Novi Zagreb. |
|       | Eksperimentalno se počelo s emitiranjem televizijskog programa iz zagrebačkog studija. |
| 1957. | Počinje izgradnja prvih velikih stambenih četvrti na južnoj obali Save. Prva su naselja bila Savski Gaj i Zapruđe. Na površini gdje je 1953. popisano samo 2.000 stanovnika niknuo je grad u kojem danas živi više od stotinu tisuća žitelja. |
|       | Izgrađena je nova Gradska vijećnica na Trnju. |
|       | Otvoreno je prvo zimsko plivalište u Hrvatskoj. |
|       | Na Žitnjaku počinje izgradnja postrojenja organsko-kemijske industrije (OKI). |
|       | Izgrađen je prvi zagrebački most preko Save nakon Drugoga svjetskog rata, na mjestu stare trnjanske skele. |
| 1959. | Otvoren je hotel „International” na Trnju. |
|       | Na Sljemenu je počela izgradnja 82 m visokog TV-tornja; poslije je u njegovoj blizini izgrađen još viši današnji toranj s predviđenim vidikovcem.                                                                                             |
|       | Osnovan je Studentski centar u Savskoj cesti, na mjestu starog velesajma. |
|       | Počela je izgradnja nove tiskare i zgrade „Vjesnika”. |
|       | Ujedinjenjem Večernjeg vjesnika i Narodnog lista nastaje Večernji list, danas najtiražnije dnevne novine u Hrvatskoj. |

### 1961. – 1970.
| 1961. | U Zagrebu je popisano 430.802 stanovnika. |
|       | Otvorena je nova zračna luka u Plesu, rekonstruirana 1974. godine |
|       | Održana je prva priredba Muzičkog biennala, međunarodnog festivala suvremene glazbe. |
|       | Dušan Vukotić dobiva Oscara za crtani film Surogat, a zagrebačka škola crtanog filma stekla je svjetsku afirmaciju. |
| 1962. | Dovršena je izgradnja nove zgrade Filozofskog fakulteta. |
| 1963. | Otvorena je sljemenska žičara duga 4017 m, s visinskom razlikom 670 m (330 – 1000 m). |
|       | Otvoren je Tehnički muzej u Savskoj cesti. |
| 1964. | Zagreb je pogodila najveća prirodna katastrofa u njegovoj povijesti. Potkraj listopada nabujale vode Save izlile su se iz riječnog korita i poplavile približno 60 km2 užeg teritorija grada. Tek 1971. bio je dovršen sustav novih savskih nasipa i odvodni kanal Sava – Odra – Sava, čime su uklonjene opasnosti od novih poplava.                                                              |
|       | Spajanjem Naftaplina iz Zagreba s rafinerijama u Rijeci i Sisku osnovano je veliko poduzeće INA. |
| 1965. | Dovršena je nova zgrada Elektrotehničkog fakulteta. |
| 1966. | Održana je prva međunarodna Smotra folklora. |
| 1967. | Godina velikih klupskih športskih uspjeha Zagrepčana – vaterpolisti „Mladosti” postali su prvaci Europe, a nogometaši „Dinama” osvojili su Kup velesajamskih gradova. Poslije su slične uspjehe ponovili košarkaši „Cibone”, rukometaši „Zagreba”, odbojkašice „Mladosti”, stolnotenisači „Vjesnika” i kuglači „Medveščaka”, afirmirajući Zagreb kao jedan od vodećih športskih gradova u Europi. |
| 1968. | Dovršena je obnova zgrade HNK. |

### 1971. – 1980.
| 1971. | U Zagrebu je popisano 566.244 stanovnika, prvi put više od pola milijuna. |
|       | Hrvatsko proljeće je kulminiralo studentskim štrajkom i pozivom na opći štrajk. Početkom prosinca savezni partijski i armijski vrh izvodi politički udar. Nakon toga su vodeći hrvatski političari dali ostavke i povukli se iz političkog i javnog života, mnogi istaknuti sudionici hrvatskog pokreta bili su uhićeni, neki i zatvoreni, a Matica hrvatska je zabranjena. |
| 1972. | Zagrepčanin Hrvoje Sarić izumio je sinkrono-rotacijsku kameru a fotografije Zagreba izazvale su veliku pozornost na izložbi u japanskom gradu Kyotu. |
|       | Dovršena je prva autocesta u Hrvatskoj između Zagreba i Karlovca, duga 42 km. |
| 1973. | Dovršena je izgradnja Doma sportova. |
|       | Most mladosti – novi most preko Save u istočnom dijelu grada je izgrađen. |
|       | Otvorena je Koncertna dvorana „Vatroslav Lisinski”. |
| 1975. | Otvoren je hotel „Inter-Continental”, prvi u Zagrebu najviše kategorije. |
| 1976. | Dovršena je najveća i u to vrijeme najviša poslovna zgrada u Zagrebu, popularno nazvana „Zagrepčanka”. |
| 1977. | Dovršena je cesta od Sljemena do Stubičkih Toplica, čime je Zagreb dobio najkraću cestovnu vezu s Hrvatskim zagorjem. |
| 1978. | Otvoren je nov ranžirni kolodvor južno od Novog Zagreba, čime je rasterećen teretni željeznički promet kroz uže gradsko područje. |
| 1979. | Tramvaj prvi put prelazi rijeku Savu; nova tramvajska pruga izgrađena je preko Mosta mladosti do naselja Sopot. |
|       | U Dubravi je dovršeno novo tramvajsko spremište. |

### 1981. – 1990.
| 1981. | U Zagrebu je popisano 649.586 stanovnika, a gradu su pripojena dotadašnja samostalna naselja gornje Dubrave (Čučerje, Granešina, Miroševec, Slanovec, Jalševec i dr.). |
|       | Izgrađen je Jadranski most nedaleko od starog Savskog mosta. Dovršena je velika južna cestovna obilaznica. |
| 1982. | Uređen je i otvoren Muzejski prostor na Jezuitskom trgu. |
| 1984. | Otvoren je novi TV dom u Prisavlju na Trnju. |
| 1984. | Na groblju Mirogoj dovršen je Gaj urni – Krematorij. |
| 1987. | Univerzijada – velika sportska priredba na kojoj je sudjelovalo 6.423 športaša iz 122 države je održana u Zagrebu. Izgrađeno je ili obnovljeno mnoštvo športskih objekata – kompleks „Mladosti” kod Save, jezero Jarun, Dom košarke s poslovnim tornjem, stadion u Maksimiru, športski centar na Šalati, Dom sportova i dr. Otvoreni su, prošireni ili izgrađeni i mnogi drugi objekti i prostori muzej Mimara, Omladinski centar, Fakultet ekonomskih znanosti, hotel „Dubrovnik”, novi Autobusni kolodvor. Uređeni su Trg bana Jelačića te mnoga pročelja zgrada u Donjem gradu. U Novom Zagrebu je dovršen i tramvajski prsten. |
|       | Geodetski zavod grada Zagreba kamenom je pločom označio prolaz 16. meridijana na križanju Držićeve ulice i Ulice grada Vukovara. |
|       | 11. srpnja u Zagrebu je simbolično obilježeno rođenje 5-milijarditog stanovnika Zemlje. |
|       | Počela je izgradnja nove zgrade Sveučilišne i nacionalne knjižnice. |
| 1988. | U Dubravi je otvorena Vojna bolnica, današnja KB Dubrava. |
| 1990. | U Zagrebu je održan glazbeni festival Eurosong (eurovizijsko natjecanje u zabavnoj glazbi). |
|       | 30. svibnja, nakon prvih slobodnih višestranačkih izbora u Hrvatskoj nakon Drugoga svjetskog rata, održano je prvo zasjedanje novoizabranih saborskih zastupnika. |
|       | Na središnji zagrebački trg vraćen je spomenik banu Jelačiću, kao i naziv Trg bana Josipa Jelačića. |
|       | 22. prosinca u Saboru je usvojen nov Ustav Republike Hrvatske. |

### 1991. – 2000.
| 1991. | Prema popisu stanovništva na užem području Zagreba (naselje Zagreb) živjelo je 706.770 stanovnika, a na širem području (današnji Grad Zagreb) 867.950 žitelja.                                                                   |
|       | 31. svibnja zagrebački nadbiskup kardinal Franjo Kuharić proglasio je Majku Božju od Kamenitih vrata zaštitnicom Zagreba. |
|       | 25. lipnja u Saboru Republika Hrvatska je proglašena samostalnom i suverenom državom. |
|       | 7. listopada bombardirani su Banski dvori od strane srpske avijacije. |
|       | 8. listopada, tri mjeseca nakon Brijunske deklaracije kojom je Hrvatska odgodila primjenu svojih odluka o samostalnosti i suverenosti, stupila je na snagu njezina ustavna odluka o samostalnosti i prekidu svih odnosa sa SFRJ. |
| 1992. | Nakon što su Republiku Hrvatsku priznale mnoge države, u Zagrebu se počinju otvarati veleposlanstva; prvo veleposlanstvo otvorila je Savezna Republika Njemačka.                                                                 |
|       | Rekonstruirana je Ilica između Trga bana Jelačića i Frankopanske ulice. |
|       | Novim teritorijalnim ustrojstvom Republike Hrvatske formirano je 20 županija i Grad Zagreb, koji također ima položaj grada. U Zagrebu se nalazi i sjedište Zagrebačke županije.                                                  |
| 1994. | 10. – 11. rujna papa Ivan Pavao II. boravio je u Zagrebu tijekom svog prvog posjeta Hrvatskoj. Drugog dana posjeta slavio je misu na zagrebačkom hipodromu na kojoj je sudjelovalo oko milijun vjernika.                         |
| 1998. | 2. – 3. listopada papa Ivan Pavao II. boravio je u Zagrebu tijekom svog drugog posjeta Hrvatskoj kada je u Mariji Bistrici proglasio blaženim kardinala Alojzija Stepinca.                                                       |

## 21. stoljeće

### 2001. – 2010.
| 2001. | Prema popisu stanovništva Grad Zagreb imao je 779.145 stanovnika.                                                          |
| 2007. | Otvoren je novi Domovinski most kojim je spojena Radnička cesta sa Zagrebačkom obilaznicom.                                |
| 2008. | U naselju Lanište otvorena je Arena Zagreb, višenamjenska dvorana s pratećim sadržajima kapaciteta 16.500 sjedećih mjesta. |

### 2011. – 2020.
| 2011. | Prema popisu stanovništva Grad Zagreb imao je 790.017 stanovnika. |
|       | 4. i 5. lipnja papa Benedikt XVI. boravio je u Zagrebu tijekom svog posjeta Hrvatskoj. Drugog dana posjeta slavio je misu na zagrebačkom hipodromu na kojoj je sudjelovalo oko 400.000 vjernika.                                                                 |
| 2013. | 1. srpnja na Trgu bana Josipa Jelačića svečano je obilježeno pristupanje Hrvatske Europskoj uniji. |
| 2015. | Kod autobusnog kolodvora otvoren je Poslovni centar Strojarska s najvišim neboderom u Hrvatskoj. |
| 2018. | 16. srpnja na Trgu bana Josipa Jelačića pred mnoštvom od 550.000 ljudi dočekana je Hrvatska nogometna reprezentacija nakon što je osvojila drugo mjesto na svjetskom prvenstvu u Rusiji.                                                                         |
| 2020. | 22. ožujka u 6:24 sati Zagreb je zatresao potres jačine 5,5 po Richteru. Epicentar potresa bio je između četvrti Markuševec i Čučerje. U povijesnom središtu grada zabilježene su veće materijalne štete, a oštećen je i vrh južnog tornja Zagrebačke katedrale. |
|       | 31. svibnja otvoren je rekonstruirani rotor na južnoj strani Jadranskog mosta. |

## Poveznice
- Zagreb
- Dodatak:Popis zagrebačkih gradonačelnika
- Povijest Hrvatske